# Pablo Llinás
Pablo Llinás, en catalán: Pau Llinàs, (Barcelona, 1680-1749) fue un compositor y maestro de capilla español, que desarrolló su magisterio en Barcelona.

## Biografía
Accede a la capilla musical de la Iglesia de los Santos Justo y Pastor de Barcelona a comienzos del siglo XVIII. Fue discípulo de Benet Buscarons, por aquel entonces maestro de capilla de Santa María del Pino. El 17 de febrero de 1706 sustituirá a Onofre Avinyó en el magisterio de la Basílica de los Santos Justo y Pastor. Tres años más tarde abandona dicho cargo, sucediéndole Joan Bernat.
En mayo de 1709, Benet Buscarons solicita su jubilación y ofrece los servicios de Pau Llinás como su coadjutor. En junio del mismo año, la Comunidad de Santa María del Pino resuelve admitir la petición del maestro Buscarons. En julio de 1711 fallece el maestro jubilado de Santa María del Pino y se convocan oposiciones al puesto vacante el mes siguiente, a las que se presentaron los opositores Pablo Llinás, Jaume Cassellas, Francesc Ordeig, Josep Fortó y José Picañol. El tribunal, presidido por Francisco Valls, Tomàs Milans, Lluís Serra y Francesc Llussà, emitió su veredicto en septiembre, anunciando que Pau Llinás procedió con más acierto a la resolución de los ejercicios. Será nombrado oficialmente maestro de capilla el 8 de septiembre de ese mismo año.
En 1744 solicita a la Comunidad de beneficiados de Santa María del Pino los servicios de un coadjutor, Joan Baptista Vidal. Su labor como maestro de capilla de Santa María del Pino se prolongará hasta 1749, fecha de su muerte. Le sucederá en el magisterio su coadjutor, Joan Baptista Vidal.

## Obra
Sus obras presentan la asimilación del lenguaje barroco avanzado, en las que confluye el conocimiento del lenguaje contrapuntístico y la búsqueda del equilibrio tímbrico de las voces. Se conservan diversas obras de este maestro en diferentes archivos de Cataluña, entre ellos la Biblioteca Nacional de Cataluña y el Archivo Parroquial de Santa María del Pino. Destacan un Magnificat a cinco voces y el motete Cenantibus illis.

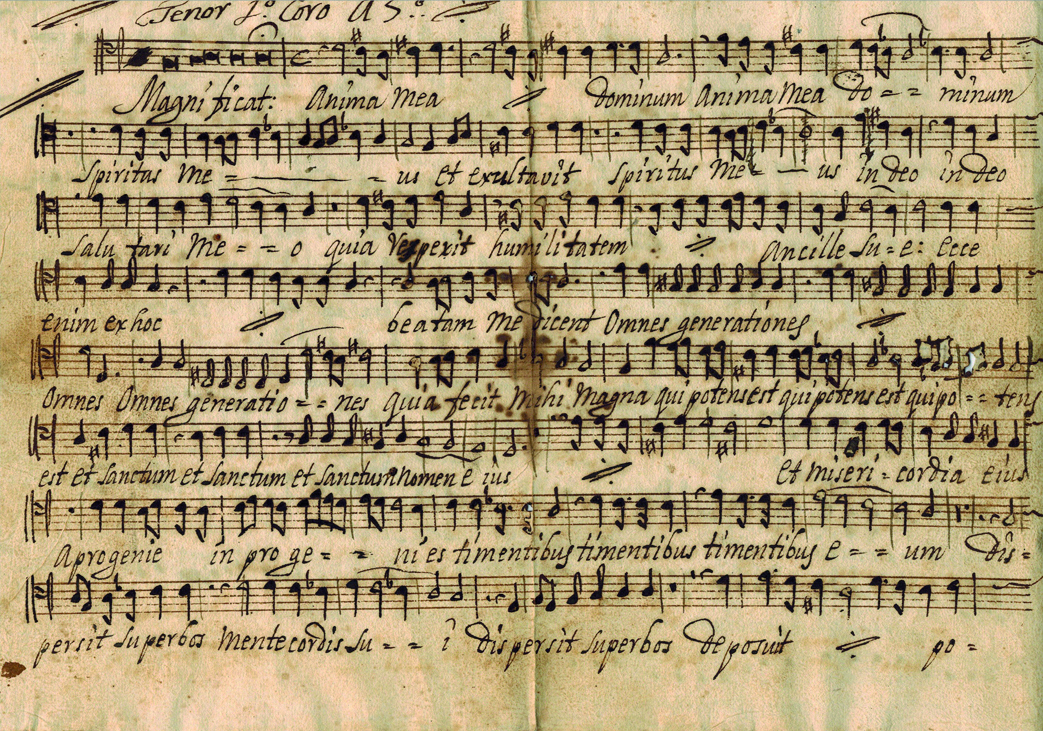
Particella del tenor del Magníficat (c. 1714).